# 駒台

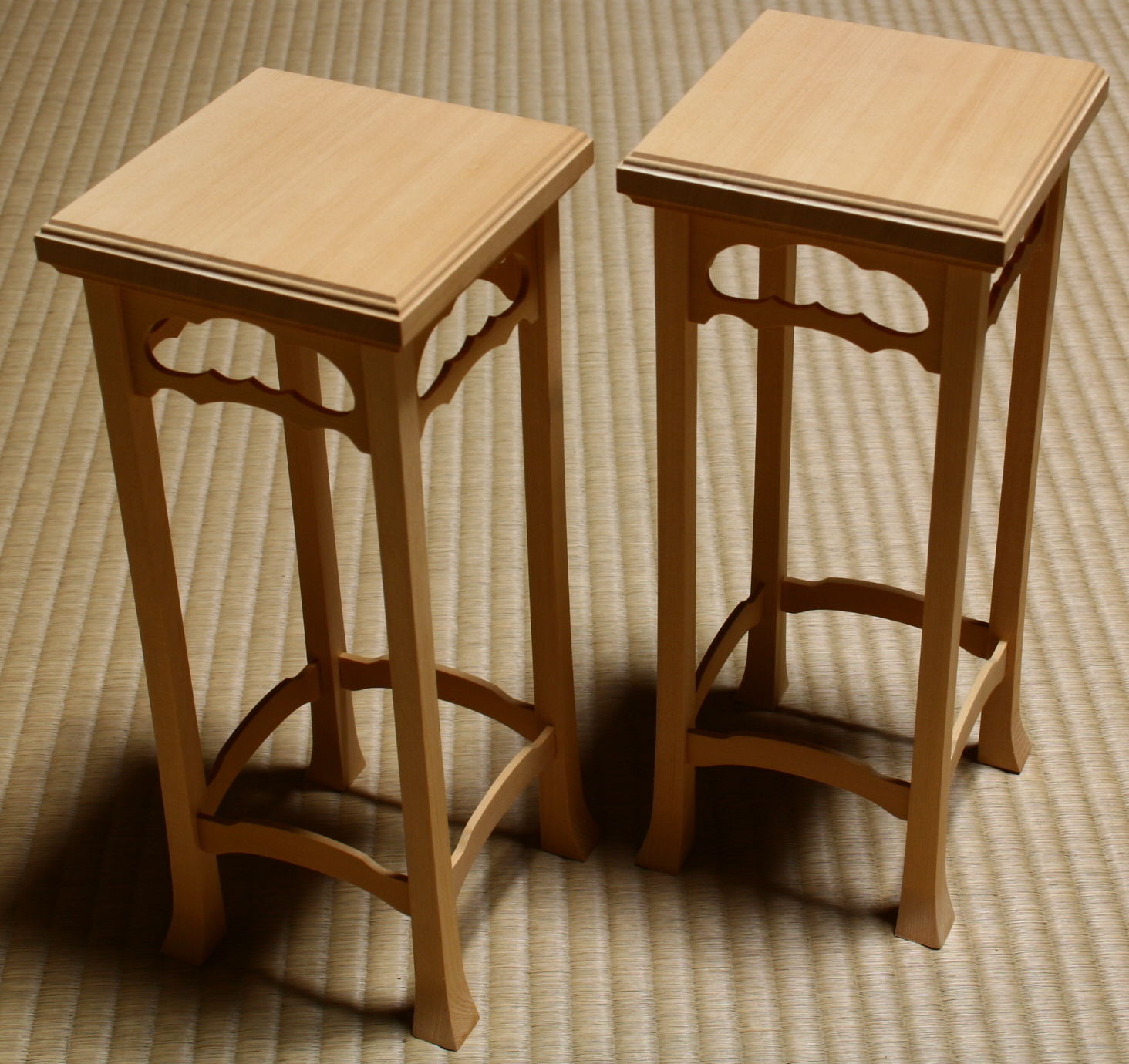
駒台

駒台（こまだい）は、将棋の用具の一つ。取った駒（持ち駒）を置く台。

## 概要
将棋の取った駒を使えるルールから持ち駒も立派な「情報」であり、持ち駒を駒台に置き、公開しなければならない（手に握る、覆い隠すなどの行為は「隠し駒」と呼ばれ、反則である）。
駒台は二つで一組とし、将棋盤の右側に置くのがマナーとされているが、過去には左に置かれた例もあり日露戦争で右手を負傷した大崎熊雄は左に置いていた。
駒台の材質は、将棋盤と同じものは好ましくなく、盤より少し暗い色のものがよい。材質は杢が美しい銘木が使用されたものが高価である。駒箱も駒台と同じ材を使用する場合もある。
駒台の高さは、盤より少し低いものを使うのが一般的である。駒台の天面のサイズは、十数枚程度の駒を乗せられるようなものが一般的である。将棋の持ち駒の枚数は理論上は38枚までありうるが、プロの実戦で持ち駒が20枚以上になるようなことはほとんどない。
厚い盤には足が付く物がほとんどで、一本または四本足がある。また、卓上で使う足のない盤にはそれに見合ったものを使う。
「〜が駒台に乗っている」で〜を持ち駒として持っているという意味になる。

## 駒台の発明者
駒台の使用は割と新しく、江戸時代には存在せず、明治の末期頃に発明された。駒台の発明以前の時代には、対局の際には駒箱の蓋や懐紙を盤側に置き、それを駒置きにしていたという。明治以降では白扇も駒置きとして用いられた。
駒台の発案者は、品川で貸座敷（女郎屋）を営んでいた愛棋家の飯塚力造である。川崎出身で将棋が強く「川崎小僧」の異名があった飯塚は、関根とともに京橋に帝国将棋所を作り、そのスポンサーとなったという。
駒台の原型となったものは、雛飾りの飾り台（供え物台）であった。この台であれば自分の持ち駒の置き場にも相手の持ち駒の検討にも便利であったので、次第に公式対局で用いられるようになったという。当初は簡素なものであったが、徐々に質・材の改良がなされ、今日では精巧な仕上げの見た目にも美しいものとなり、盤・駒・駒台の3点が将棋用具一式とされるようになった。
十三世名人関根金次郎は駒台の発明者・飯塚力造に関する随筆を著している。